# Aux yeux de tous (film, 2012)
Pour les articles homonymes, voir Aux yeux de tous.
Pour plus de détails, voir Fiche technique et Distribution.
Aux yeux de tous est un film français de Cédric Jimenez et Arnaud Duprey sorti en 2012,. Le film est entièrement filmé à l'aide de caméras de surveillance et de webcams. Pour le son il s'agit, la plupart du temps, d’enregistrements de conversations téléphoniques de téléphones portables. Le film reçoit un succès d'estime et seulement 55 000 spectateurs. Il retient néanmoins l'attention du producteur de cinéma Ilan Goldman et permet à Cédric Jimenez de réaliser son second film : La French.

## Synopsis
Un attentat a lieu à Paris, à la gare d'Austerlitz, tuant plusieurs personnes quelques jours avant l'élection présidentielle. Un hacker extrait d'un disque dur piraté, une vidéo prise par une caméra de surveillance. Elle montre l'homme qui a déposé un bagage piégé et deux personnes apparemment complices.
Le hacker, dont l'identité n'est dévoilée qu'à la fin du film, navigue alors entre les caméras de vidéosurveillance publiques ou privées et les webcams dont il a piraté les accès, pour mener derrière son ordinateur son enquête sur l'attentat et les terroristes.

## Fiche technique
- Titre : Aux yeux de tous
- Réalisation : Cédric Jimenez et Arnaud Duprey
- Scénario : Audrey Diwan Cédric Jimenez et Arnaud Duprey
  - Idée originale : Arnaud Duprey
- Musique : Julien Jabre et Michael Tordjman
- Photographie : Léo Hinstin
- Montage : Nicolas Sarkissian et Marie-Pierre Renaud
- Décors : Emily Poncet et Éric Segol
- Costumes : Agnès Guidicelli
- Production : Cédric Jimenez co / Le Cercle
- Pays de production :  France
- Format : couleur - son Dolby
- Genre : thriller
- Durée : 80 minutes
- Date de sortie : France - 4 avril 2012

## Distribution
- Olivier Barthélémy : Sam Cortès
- Mélanie Doutey : Nora
- Francis Renaud : Otar Mirko
- Féodor Atkine : Nicola Mirko
- Valérie Sibilia : Marie
- Batiste De Oliveira (doublé par Axel Kiener) : Anonymous_26 / Martin
- Pascal Henault : tueur
- Xavier Magot : David
- Arsène Mosca : vendeur de télévision
- Ruth Elkrief : elle-même
- Audrey Diwan : une passante au début du film